# Lac Danger
Le Lac Danger est un minuscule lac long d'environ 150 mètres, (non répertorié sur certaines cartes), située sur le versant sud de la montagne de Marbre, qui est la source de la Rivière au Saumon, affluent de la Rivière Saint-François. Ce lac est situé dans la municipalité Notre-Dame-des-Bois, dans la municipalité régionale de comté (MRC) Le Granit, dans la région administrative de l'Estrie, dans la province de Québec, au Canada.

## Géographie
Ce minuscule petit lac est situé à un endroit stratégique dans les montagnes à quelques mètres de la frontière des États-Unis, près de Notre-Dame-des-Bois. À quelques centaines de mètres du lac ; de l'autre côté de la frontière, dans le comté de Coös, la Rivière Magalloway, un affluent de la Rivière Androscoggin y prend sa source; à quelques km à l'ouest, le Fleuve Connecticut y prend lui aussi sa source; ce qui en fait tout un réseau de cours d'eau qui communique entre le sud du Québec et la Nouvelle-Angleterre. Cet endroit devait sûrement être souvent utilisé par les Amérindiens, les missionnaires et les trappeurs.

## Toponymie
Deux histoires sont à l'origine du nom « Lac Danger ». Selon certains, ce nom aurait été attribué car des explosifs étaient utilisés à proximité du lac. Selon d'autres, ce nom évoque le danger auquel s'exposaient les contrebandiers qui passaient par là, à proximité de la frontière américaine.
Le toponyme "rivière Saumon Ouest" a été officialisé le 22 avril 2008 à la Banque des noms de lieux de la Commission de toponymie du Québec.